# فدیو
فدیو (به عربی: فدیو) یک منطقهٔ مسکونی در سوریه است که در استان لاذقیه واقع شده‌است. فدیو ۴٬۰۶۵ نفر جمعیت دارد.